# Ernesto Aguirre Colorado (Tabasco)
Ernesto Aguirre Colorado es una localidad del municipio de Huimanguillo ubicado en la subregión de la Chontalpa del estado mexicano de Tabasco.

## Geografía
La localidad de Ernesto Aguirre Colorado se sitúa en las coordenadas geográficas 17°59′20″N 94°03′34″O / 17.988889, -94.059444, a una elevación de -1 metro sobre el nivel del mar.

## Demografía
Según el Conteo de Población y Vivienda 2020, efectuado por el Instituto Nacional de Estadística y Geografía, la localidad de Ernesto Aguirre Colorado tiene 10 habitantes, de los cuales 4 son del sexo masculino y 6 del sexo femenino. Su tasa de fecundidad es de 3.25 hijos por mujer y tiene 4 viviendas particulares habitadas.
| Gráfica de evolución demográfica de Ernesto Aguirre Colorado entre 1990 y 2020 |
|                                                                                |
| INEGI.                                                                         |